# W stronę morza
W stronę morza (hiszp. Mar adentro) − hiszpański dramat biograficzny z 2004 roku w reżyserii Alejandro Amenábara, zrealizowany w koprodukcji międzynarodowej. Scenariusz oparty został na prawdziwej historii Ramóna Sampedro (Javier Bardem), który po nieszczęśliwym skoku do wody został sparaliżowany (tetraplegia) i przez 28 lat walczył o prawo do legalnej eutanazji.

## Fabuła
Ramón Sampedro żył spokojnym życiem marynarza na galicyjskim wybrzeżu wraz ze swoją rodziną. W wieku 25 lat został sparaliżowany od szyi w dół i przykuty do łóżka po uderzeniu w skały w czasie skoku do oceanu. Mężczyzna poświęcił kolejne 28 lat na walkę o prawo do godnej śmierci z hiszpańskim wymiarem sprawiedliwości.

## Obsada
Rodzina Sampedro
- Javier Bardem: Ramón Sampedro
- Celso Bugallo: José Sampedro, brat Ramóna
- Mabel Rivera: Manuela Sampedro, żona José i opiekunka Ramóna
- Tamar Novas: Javier Sampedro, syn José i Manueli
- Joan Dalmau: Joaquín, ojciec Ramóna i José

Przyjaciele Ramóna
- Belén Rueda: Julia
- Alberto Jiménez: Germán, mąż Julii
- Lola Dueñas: Rosa
- Nicolás Fernández Luna: Cristian, starszy syn Rosy
- Raúl Lavisier: Samuel, młodszy syn Rosy
- Clara Segura: Gené
- Francesc Garrido: Marc, mąż Gené

Inne postaci
- José María Pou: ojciec Francisco
- Alberto Amarilla: brat Andrés
- Andrea Occhipinti: Santiago
- Federico Pérez Rey: kierowca
- Xosé Manuel Olveira 'Pico': sędzia
- César Cambeiro: sędzia
- Xosé Manuel Esperante: reporter
- Yolanda Muiños: reporterka
- Adolfo Obregón: producent
- José Luis Rodríguez: prezenter telewizyjny
- Julio Jordán: wydawca
- Juan Manuel Vidal: przyjaciel Ramóna
- Marta Larralde: dziewczyna na plaży

## Produkcja
Zdjęcia kręcono w Galicji (prowincja A Coruña) oraz w Katalonii (Castell-Platja d’Aro w prowincji Girona).

## Nagrody
Film otrzymał Wielką Nagrodę Jury na 61. MFF w Wenecji. W 2005 roku obraz zdobył Oscara i Złoty Glob za najlepszy film nieanglojęzyczny oraz aż 14 nagród Goya (m.in. za najlepszy hiszpański film roku, za męską i żeńską rolę główną i drugoplanową, za najlepszą reżyserię i scenariusz).